# Rod Richard
Rod Richard (eigentlich Rodney Richard; * 8. Februar 1932) ist ein ehemaliger US-amerikanischer Sprinter.
Bei den Panamerikanischen Spielen 1955 in Mexiko-Stadt siegte er über 100 und 200 Meter sowie in der 4-mal-100-Meter-Staffel.
Im selben Jahr wurde er US-Meister über 220 Yards.

## Persönliche Bestzeiten
- 100 yds: 9,5 s, 12. Mai 1951, Fresno
- 100 m: 10,3 s, 14. März 1955, Mexiko-Stadt
- 200 m: 20,7 s, 16. März 1955, Mexiko-Stadt